# Фатхи Хошгинаби
Фатхи Хошгинаби, или Хамза Фатхи Хошгинаби (азерб. Fəthi Xoşginabi 22 марта 1922 года, Хошгинаб, Восточный Азербайджан — 1989 год, Москва) — писатель, политик, учёный. Был членом Демократической партии Азербайджана. После образования Национального правительства Азербайджана стал главным редактором официального печатного органа — газеты «Азербайджан». За участие в национально-демократическом движении был награждён медалью «21 Азер».
Он писал сатирические стихи, рассказы и повести на различные темы. Его пьесы «Сиявуш» и «Бижен и Мениже» ставились в театрах Душанбе в Таджикистане.

## Жизнь

### Первые годы
Хамза Фатхи Али оглы Хошгинаби родился 22 марта 1922 года в селе Хошгинаб. Начальное образование получил в медресе своего родного села. Однако, чтобы поддержать семью, он был вынужден прервать учёбу и начать работать. Посещал различные города и сёла Ирана, где занимался физическим трудом. В 1942—1945 годах работал на железнодорожном заводе в Тегеране. В этот период он стал членом Азербайджанского антифашистского общества.
Он стал членом Демократической партии Азербайджана и присоединился к движению «21 Азер». С целью создания новых региональных организаций партии и привлечения новых членов он путешествовал по многим районам Южного Азербайджана, ведя агитационную работу. В эти годы он возглавлял агитационную комиссию городского комитета Демократической партии Азербайджана в Тебризе.
12 декабря 1945 года было создано Демократическая Республика Азербайджан. В 1946 году он стал главным редактором официального печатного органа этого правительства — газеты «Азербайджан». В период его редакторства были изданы выпуски газеты с № 152 по № 246. Во время существования Национального правительства он написал и опубликовал в Тебризе повести «Суварылмыш поладлар» (рус. Закалённые стали) и «Ешг ве мухарибе» (рус. Любовь и война). В марте 1946 года за участие в национально-демократическом движении он был награждён медалью «21 Азер».
5 декабря 1946 года шахские войска, наступавшие на Мияне, были остановлены федаинами под руководством Гулама Яхьи. Жители различных регионов Азербайджана обращались к Национальному правительству с просьбой о вооружении и борьбе против шахских войск. После этого под руководством Мир Джафар Пишевари был создан Комитет обороны. Первой задачей комитета стало объявление военного положения в Тебризе и создание добровольческих отрядов «Бабек». В первый этап в эти отряды вступило 600 человек. После этого Пишевари вновь обратился к Советскому Союзу за военной поддержкой. Однако этот запрос остался без ответа.
11 декабря 1946 года Азербайджанский провинциальный совет принял решение о том, чтобы предотвратить кровопролитие, и указал Кызылбашской Народной Армии и федаев не оказывать сопротивления войскам шаха и покинуть поле боя. С того дня, банды феодалов, а также жандармы в гражданской одежде начали совершать массовые убийства в крупных городах, еще до того, как туда вошла иранская армия. Эти группы назывались Тегеранским радио «иранскими патриотами». Их основной целью было уничтожение демократов и обеспечение входа шахских войск в города. Тебриз и другие города Азербайджана подверглись грабежам и массовым убийствам. Азербайджанское Демократическая Республика пало. Тысячи людей были арестованы. В ходе массовых убийств были убиты члены АДФ, федаины, а также известные поэты Али Фитрат, Сади Юзбанди и Мухаммедбагир Никнам. 14 декабря 1946 года поддерживаемая США и Великобританией иранская армия вошла в Тебриз. После этого резня и грабежи продолжались.

### После распада ДРА
После распада Национального правительства он прибыл в Северный Азербайджан как политический эмигрант. По указанию Мир Джафара Багирова он и другие лидеры партии были первоначально размещены в Мярдакане. После распада Национального правительства Азербайджана общество «Общество поэтов и писателей», действовавшее в Тебризе, с 1947 года продолжило свою деятельность в Баку под названием «Общество писателей Азербайджана». Фатхи Хошгинаби также был членом этого общества. 14 октября 1958 года он был принят в Союз писателей Азербайджана.
В 1946—1956 годах работал литературным сотрудником и ответственным редактором в редакции газеты «Азербайджан». В июне 1953 года был избран членом Ревизионной комиссии Азербайджанской Демократической Партии, состоящей из 5 человек. В 1956—1958 годах окончил Высшие литературные курсы в Москве. В 1961—1964 годах занимался идеологической пропагандой в городе София, Болгария. В 1964—1967 годах окончил аспирантуру Академии Oбщественных Наук. В 1967—1969 годах работал чиновником в Министерстве Просвещения Таджикистана. В 1969 году вернулся в Москву и начал работать старшим научным сотрудником в Институте Востоковедения АН СССР.
После Исламской революции в Иране в 1979 году он переехал в Тебриз, где основал «Общество поэтов и писателей Азербайджана» и в 1979—1980 годах возглавлял его как председатель. Кроме того, он учредил журнал «Үлкер» в качестве печатного органа общества. В 1980 году он снова вернулся в Москву.
В 1989 году скончался в Москве и был похоронен в Баку.
Одна из улиц, расположенных в Сабаильском районе города Баку, названа в честь Фатхи Хошгинаби.

## Литературная деятельность
Фатхи Хошгинаби начал свою литературную деятельность ещё в школьные годы — в возрасте пятнадцати лет, с написания миниатюрных стихов и прозаических произведений на персидском языке. С 1941 года его стихи, рассказы и статьи регулярно публиковались в печатных изданиях. После 1945 года он начал писать на азербайджанском языке. Одновременно занимался и переводческой деятельностью.
Во время существования Национального Правительства Азербайджана в 1945—1946 годах Фатхи Хошгинаби писал острые политические и общественные статьи, сатирические стихи и произведения. В некоторых из своих публикаций он использовал псевдоним «Aлиоглу». В эти годы были написаны его рассказы «Зейнаб», «Зулейха», «Масум и Масуме», «Мехри», «Ибрахим», а также первый крупный повесть «Любовь и война». Повести «Любовь и война» и «Закалённая сталь» были изданы в Тебризе. После падения Национального Правительства он переехал в Северный Азербайджан. В этот период в Баку были опубликованы его романы «Отец» (1959), «Два брата» (1959), а также сборники рассказов: «Два друга» (1951), «Последний знаменосец» (1956), «Рассказы» (1956), «Любовь и ненависть» (1965). Кроме того, он известен как автор драматургических произведений. Его пьесы на персидском языке — «Сиявуш» и «Бижен и Мениже» — были поставлены на сценах театров Душанбе, Таджикистан.